# Kanton Saint-Chamond-Nord
Der Kanton Saint-Chamond-Nord war von 1985 bis 2015 ein französischer Wahlkreis im Arrondissement Saint-Étienne, im Département Loire und in der ehemaligen Region Rhône-Alpes. Er umfasste den nördlichen Teil der Stadt Saint-Chamond.